# Rovezzano
Rovezzano is een plaats (frazione) in de Italiaanse gemeente Firenze.